# Emma Major
Pour les articles homonymes, voir Major (homonymie).
Emma Major, née le 3 décembre 1977, est une joueuse de squash représentant l'Australie. 
C'est la sœur jumelle de Kate Major, joueuse de squash et triathlète.

## Biographie
Elle fait partie avec sa sœur Kate, Narelle Tippett et Rachael Grinham de l'équipe d'Australie, championne du monde junior par équipes en 1995.
Elle participe aux championnats du monde 1997 et s'incline au premier tour face à Suzanne Horner.